# Angie Sage
Angie Sage (Londen, 19 juni 1952) is een Engelse auteur die vooral bekend is van haar Septimus Heap-reeks.

## Biografie
Sage groeide op in Engeland, achtereenvolgens in de vallei van de Theems, Londen en Kent. Haar vader, die uitgever was, bracht steeds blanco notitieboekjes mee naar huis, die zij dan volschreef en -tekende met verhalen en illustraties. Angie Sage studeerde in het begin medicijnen, maar veranderde van richting en ging naar de Kunstacademie van Leicester. Daar studeerde Grafisch Ontwerp en Illustraties. Nadat ze het college had afgewerkt, begon ze boeken te illustreren. Later begon ze meer kinder- en jeugdboeken te schrijven.

### Septimus Heap
1. Septimus Heap 1: Magiek (NL/BE 2005, totaal herziene uitgave 2009)
2. Septimus Heap 2: Vlught (NL/BE 2009)
3. Septimus Heap 3: Elixer (NL/BE 2009)
4. Septimus Heap 4: Queeste (NL/BE 2010)
5. Septimus Heap 5: Sirene (NL/BE 2011)
6. Septimus Heap 6: Duyster (NL/BE 2012)
7. Septimus Heap 7: Vuer (NL/BE 2013)
8. Septimus Heap - TodHunter Moon 1: 'PathFinder' (ENG 2014)
9. Septimus Heap - TodHunter Moon 2: 'SandRider' (ENG 2015)
10. Septimus Heap - TodHunter Moon 3: 'StarChaser' (ENG 2016)

Spin-off: Septimus Heap: The Magykal Papers (ENG 2009)
Geïllustreerd door Mark Zug.

### Araminta Spookie
1. Araminta Spookie: Mijn Spookhuis (NL/BE 2007)
2. Araminta Spookie: Het Zwaard In De Grot (NL/BE 2007)
3. Araminta Spookie: Ge-Kik-Napt (NL/BE 2008)
4. Araminta Spookie: De Kliervampier (NL/BE 2008)
5. Araminta Spookie: Ghostsitters (ENG 2008)